# Charles Hyacinth Valerga

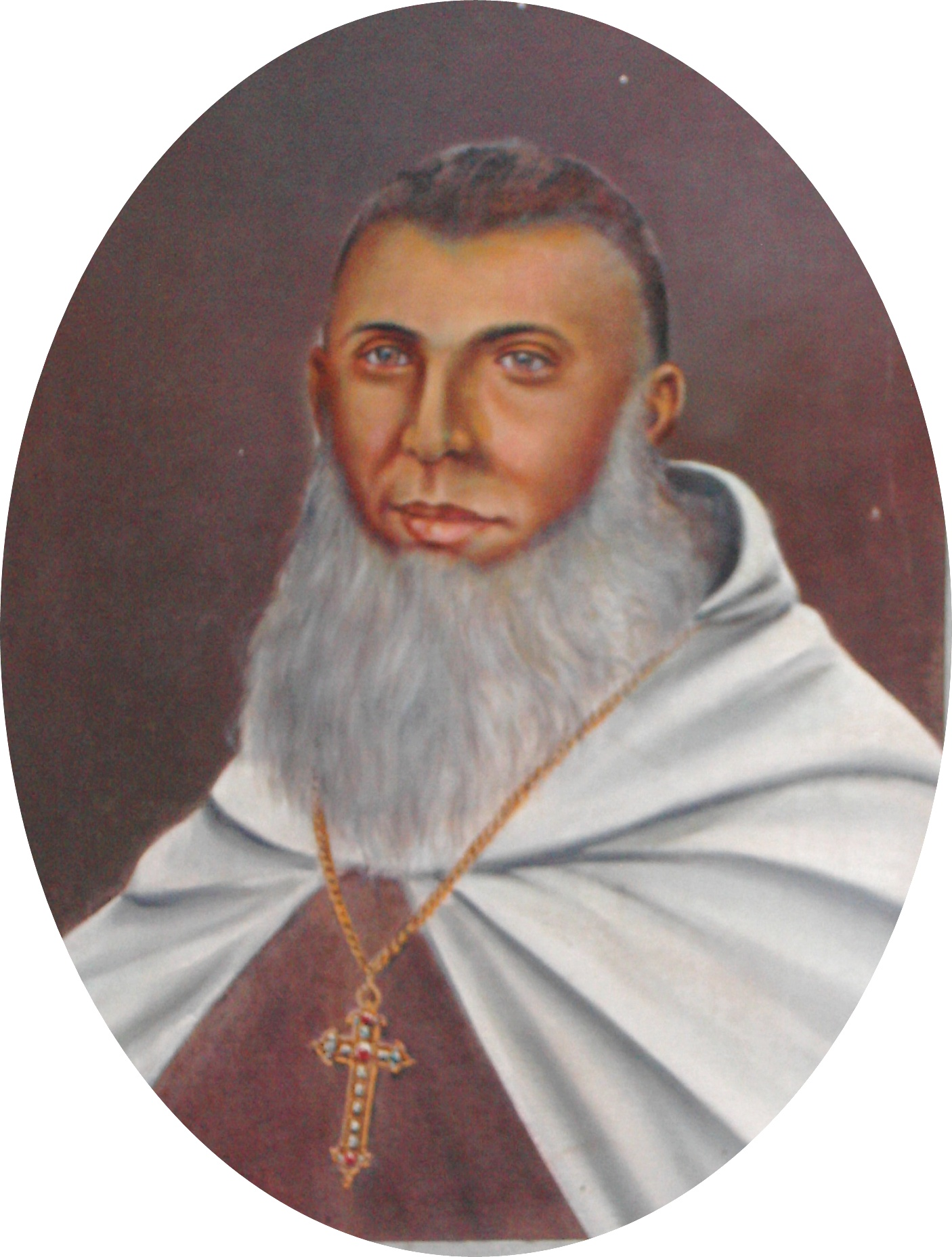
Bischof Charles Hyacinth Valerga OCD

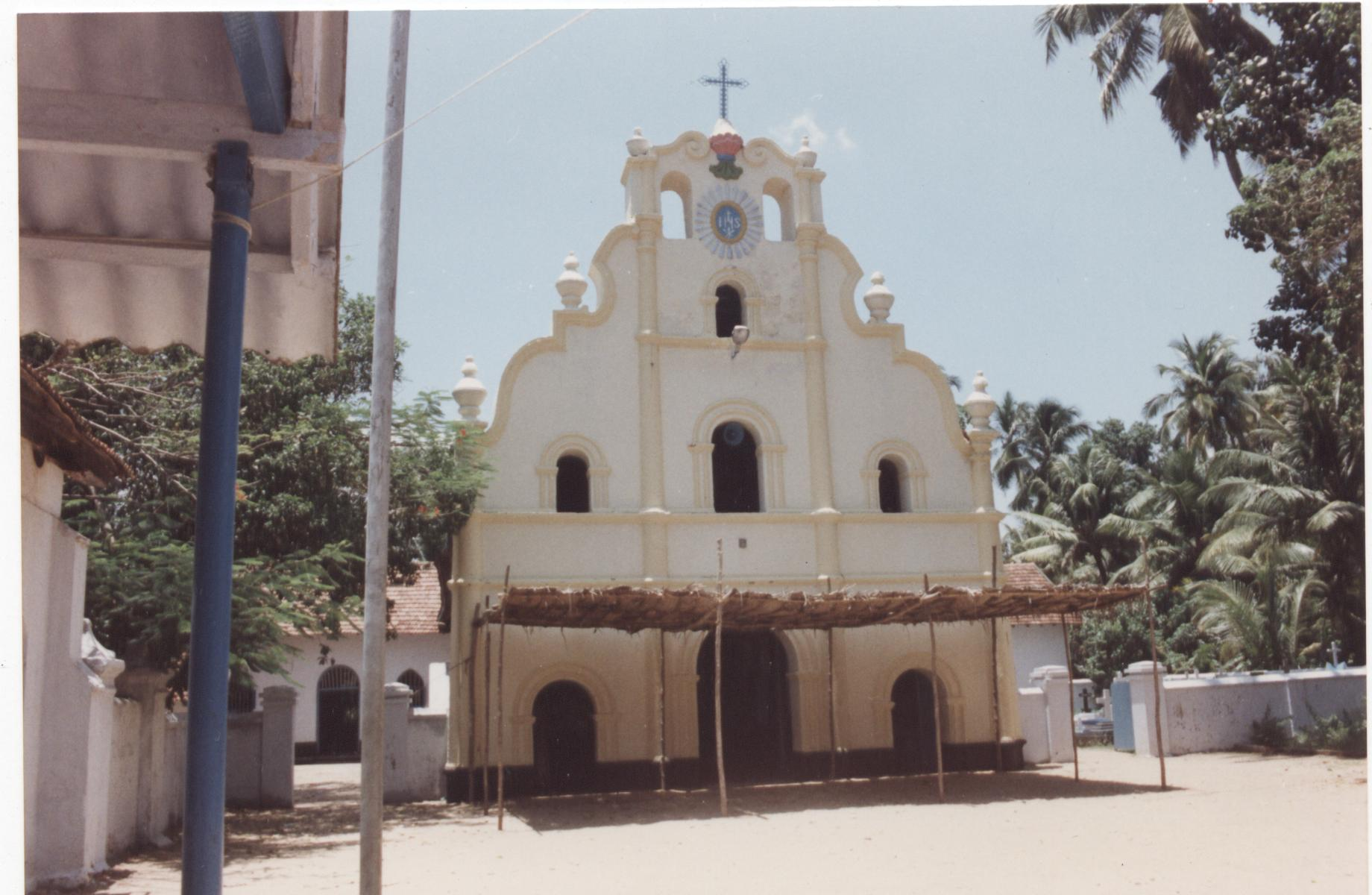
Quilon-Tangasseri, barocke Infant-Jesus-Kathedrale (2006 abgerissen); ursprüngliche Begräbnisstätte von Charles Hyacinth Valerga

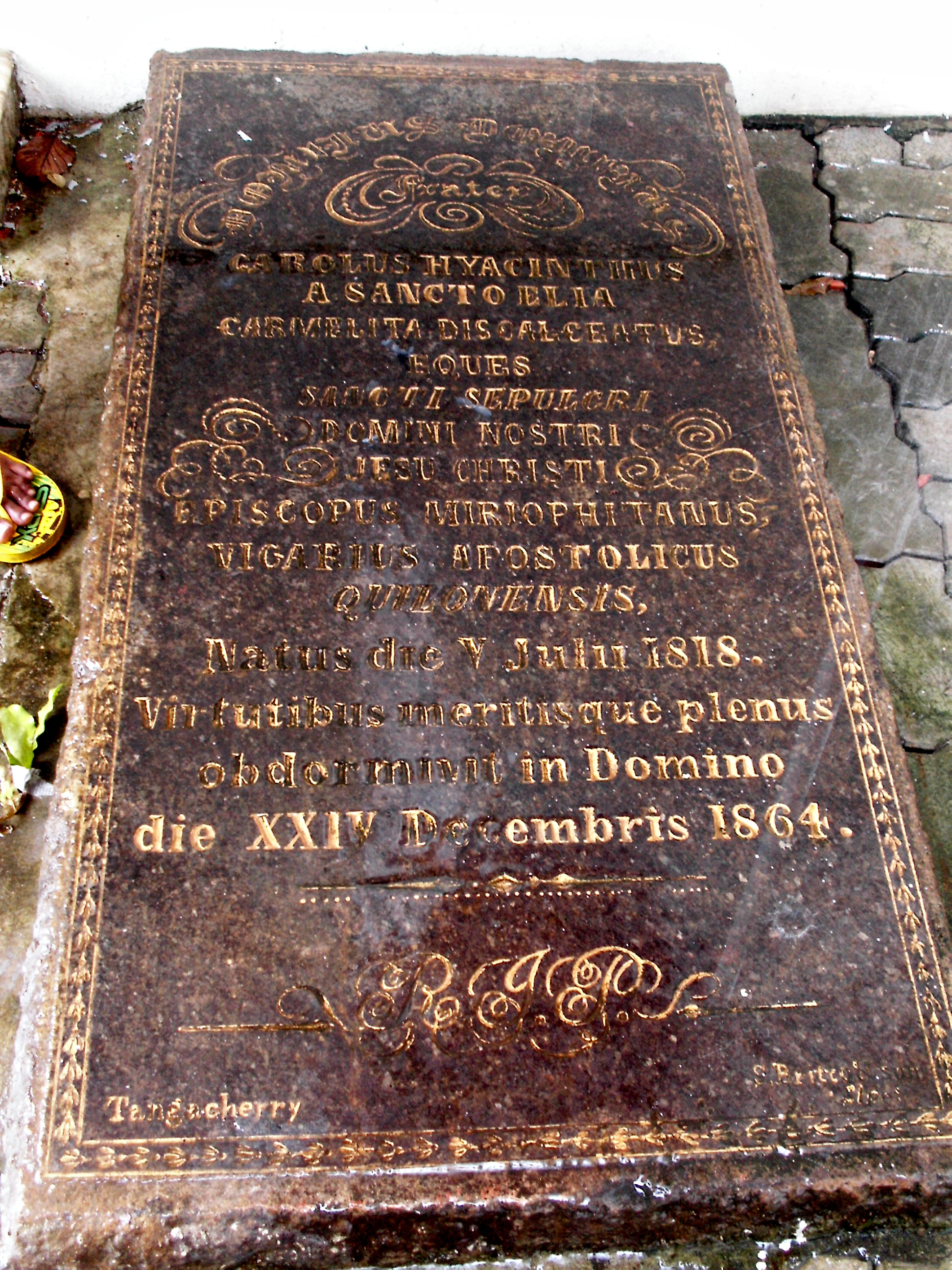
Grabplatte von Bischof Charles Hyacinth Valerga, in Quilon

Charles Hyacinth Valerga, voller Name Charles Hyacinth de S. Elias Valerga OCD, weltlicher Name Emanuele Valerga (* 5. Juli 1818 in Ceriale, Ligurien, Italien; † 24. Dezember 1864 in Quilon, Kerala) war ein katholischer Titularbischof und Apostolischer Vikar in Indien.

## Leben und Wirken
Emanuele Valerga wuchs im Nordwesten Italiens, in einer frommen Familie auf. Zwei seiner Brüder wurden ebenfalls Priester, einer davon, Giuseppe Valerga war der lateinische Patriarch von Jerusalem; eine Schwester lebte als Nonne.
Valerga trat dem Orden der Unbeschuhten Karmeliten bei, wo er den Ordensnamen Charles Hyacinth de S. Elias erhielt. Im Kloster zu Loano verbrachte er das Noviziat und legte am 28. Oktober 1834 seine feierliche Profess ab.
Pater Charles Hyacinth empfing die Priesterweihe und wurde in die Mission entsandt. 1843 ging er nach Palästina, hier war auch sein Bruder Giuseppe als Missionar tätig.
Dann schickte man ihn nach Indien, wo er am 15. Januar 1849 eintraf.
Da Valerga sich hier als Missionar bewährte, ernannte ihn Papst Pius IX. am 31. Mai 1854 zum Apostolischen Pro-Vikar (ohne Bischofsweihe) und am 26. Mai 1859 zum Apostolischen Vikar von Quilon im heutigen Kerala. Gleichzeitig mit seiner Erhebung zum Apostolischen Vikar wurde er auch Titularbischof von Myriophytos (auch Myriophylensis oder Miriofido). Die Bischofsweihe erhielt er am 5. Juni 1859 in Rom.
Das als eigenständiger Sprengel erst 9 Jahre zuvor – nach langer Unterbrechung – wieder errichtete Vikariat Quilon wurde unter seiner Amtszeit weiter konsolidiert. Bischof Valerga war praktisch erst der zweite Oberhirte seit der Neugründung 1845, da zwei andere Bischöfe vor ihm infolge schnellen Todes überhaupt nicht zur Regierung gelangten. Charles Hyacinth Valerga gründete das diözesane Priesterseminar in  Mulagumood, ganz im Süden der Diözese, heute zum Bistum Kottar gehörend. Sein Nachfolger Marie Ephrem Garrelon verlegte es später nach Quilon-Tangasseri, wo es sich noch heute befindet.
Am 11. August 1862 ernannte man Bischof Valerga auch zum Administrator des verwaisten Vikariats Colombo (Sri Lanka),
wo er im Auftrag des Papstes eine Visitation durchführte und einen äußerst positiven Bericht der angetroffenen Verhältnisse nach Rom übersandte. In dieser Eigenschaft legte er am 13. Februar 1863 feierlich den Grundstein zum dortigen St. Benedikt College, das noch heute existiert.
Charles Hyacinth Valerga starb an Heiligabend 1864 in Quilon und wurde vor dem Hochaltar der alten Infant-Jesus-Kathedrale beigesetzt, die man 2006 abriss und durch einen Neubau ersetzte. Jetzt befindet sich die Grabplatte auf der äußeren Rückseite der Kirche, zum Friedhof hin.